# Hodenc-l’Évêque
Hodenc-l’Évêque település Franciaországban, Oise megyében. Lakosainak száma 228 fő (2022. január 1.). Hodenc-l’Évêque Abbecourt, Ponchon, Saint-Sulpice, Silly-Tillard, Le Coudray-sur-Thelle és La Drenne községekkel határos.

## Népesség
A település népességének változása:
| Lakosok száma | 246  | 253  | 259  | 248  | 245  | 243  | 239  | 233  | 228  |
|               | 2013 | 2015 | 2016 | 2017 | 2018 | 2019 | 2020 | 2021 | 2022 |